# Ian Laperrière
Ian Laperrière (* 19. Januar 1974 in Montréal, Québec) ist ein ehemaliger US-amerikanisch-kanadischer Eishockeyspieler und derzeitiger -trainer, der im Verlauf seiner aktiven Karriere zwischen 1994 und 2010 über 1000 Spiele für die St. Louis Blues, New York Rangers, Los Angeles Kings, Colorado Avalanche und Philadelphia Flyers in der National Hockey League bestritten hat. Im Jahr 2011 erhielt der rechte Flügelstürmer die Bill Masterton Memorial Trophy. Seit 2012 ist er im Trainerstab der Philadelphia Flyers tätig, wobei er seit der Saison 2021/22 deren Farmteam trainiert, die Lehigh Valley Phantoms aus der American Hockey League.

## Karriere
Der 1,85 m große Flügelstürmer begann seine Profikarriere bei den Voltigeurs de Drummondville in der kanadischen Juniorenliga Ligue de hockey junior majeur du Québec, bevor er beim NHL Entry Draft 1992 als 158. in der siebten Runde von den St. Louis Blues ausgewählt wurde.
Schon in der Saison 1993/94 wurde der Rechtsschütze erstmals von den Blues in der National Hockey League eingesetzt, daneben spielte er auch immer wieder für die Peoria Rivermen, einem Farmteam in der International Hockey League sowie später auch für die Worcester IceCats in der American Hockey League (AHL). Nach zweieinhalb Jahren und 71 Einsätzen in der höchsten nordamerikanischen Profiliga wurde Laperrière im Dezember 1995 im Tausch gegen Stéphane Matteau zu den New York Rangers transferiert, die ihn noch in der laufenden Spielzeit zusammen mit Ray Ferraro, Mattias Norström und Nathan LaFayette für Jari Kurri, Marty McSorley und Shane Churla an die Los Angeles Kings abgaben.
Für die Kings stand Ian Laperrière bis 2004 auf dem Eis und wurde dann als Free Agent von den Colorado Avalanche verpflichtet. Am 29. Oktober 2006 erzielte der Angreifer im Spiel gegen die Minnesota Wild sein 100. Karrieretor in der National Hockey League, am 28. November desselben Jahres absolvierte er zudem sein 800. NHL-Spiel.
Nach Abschluss der regulären Saison 2010/11, in der er verletzungsbedingt keine Partie absolviert hatte, wurde er mit der Bill Masterton Memorial Trophy ausgezeichnet. Im August 2011 erhielt Laperrière die US-amerikanische Staatsbürgerschaft.
Seit 2012 war Laperrière für die Spielerentwicklung bei den Flyers verantwortlich, ehe er im Rahmen der Entlassung von Cheftrainer Peter Laviolette den Posten des Assistenztrainers unter Craig Berube übernahm. Diese Funktion hatte er in der Folge unter vier Cheftrainern bis zum Ende der Saison 2020/21 inne, als er innerhalb der Organisation die Position des Cheftrainers der Lehigh Valley Phantoms übernahm, dem Farmteam der Flyers aus der AHL.

## Erfolge und Auszeichnungen
- 1993 Coupe RDS (gemeinsam mit Martin Lapointe)
- 1993 LHJMQ Second All-Star-Team
- 2011 Bill Masterton Memorial Trophy

## Karrierestatistik
(Legende zur Spielerstatistik: Sp oder GP = absolvierte Spiele; T oder G = erzielte Tore; V oder A = erzielte Assists; Pkt oder Pts = erzielte Scorerpunkte; SM oder PIM = erhaltene Strafminuten; +/− = Plus/Minus-Bilanz; PP = erzielte Überzahltore; SH = erzielte Unterzahltore; GW = erzielte Siegtore; 1 Play-downs/Relegation; Kursiv: Statistik nicht vollständig)